# Pedicularis aurantiaca
Pedicularis aurantiaca là loài thực vật có hoa thuộc họ Cỏ chổi. Loài này được (E.F. Sprague) Monfils & Prather mô tả khoa học đầu tiên năm 2007.